# فرزند خدا (کتاب)
فرزند خدا (به انگلیسی: Child of God) نام رمانی آمریکایی نوشته کورمک مک کارتی است که در سال 1973چاپ شده‌ است. این کتاب، داستان زندگی یک جوان خشن و رانده شده از اجتماع و قاتل زنجیره ای در دهه 1960در تنسی را به تصویر می کشد. اگرچه این رمان مورد تحسین منتقدان قرار گرفت، اما موفقیت مالی نداشت. مک کارتی در این کتاب قراردادهای ادبی را نادیده می گیرد - برای مثال، از علامت نقل قول استفاده نمی کند - و بین چندین سبک نوشتاری مانند توصیفات واقعی، نثر تقریباً شاعرانه، و روایت اول شخص محاوره ای (با ناشناس ماندن گوینده) جابجا می شود.

## داستان
فرزند خدا در منطقه کوهستانی سویر تنسی، در دهه 1960، داستان لستر بالارد، مردی خشن و محروم را روایت می کند که راوی او را به عنوان "فرزند خدا بسیار شبیه خود شما" توصیف می کند.  بالارد با خشونت از خانه اش بیرون رانده می شود، خانه ای که در حراجی به یکی دیگر از ساکنان شهرستان سویر، جان گریر فروخته می شود.  بالارد که اکنون بی خانمان است، شروع به زندگی در یک کابین دو اتاقه متروکه می کند و ....

## فیلم
در سال 2013 از این رمان، فیلمی به کارگردانی جیمز فرانکو  اقتباس شد.

## ترجمه به فارسی
در دی 1401 هجری شمسی رمان فرزند خدا با همین عنوان توسط علی طباخیان به فارسی ترجمه شد.